# Suppenküche

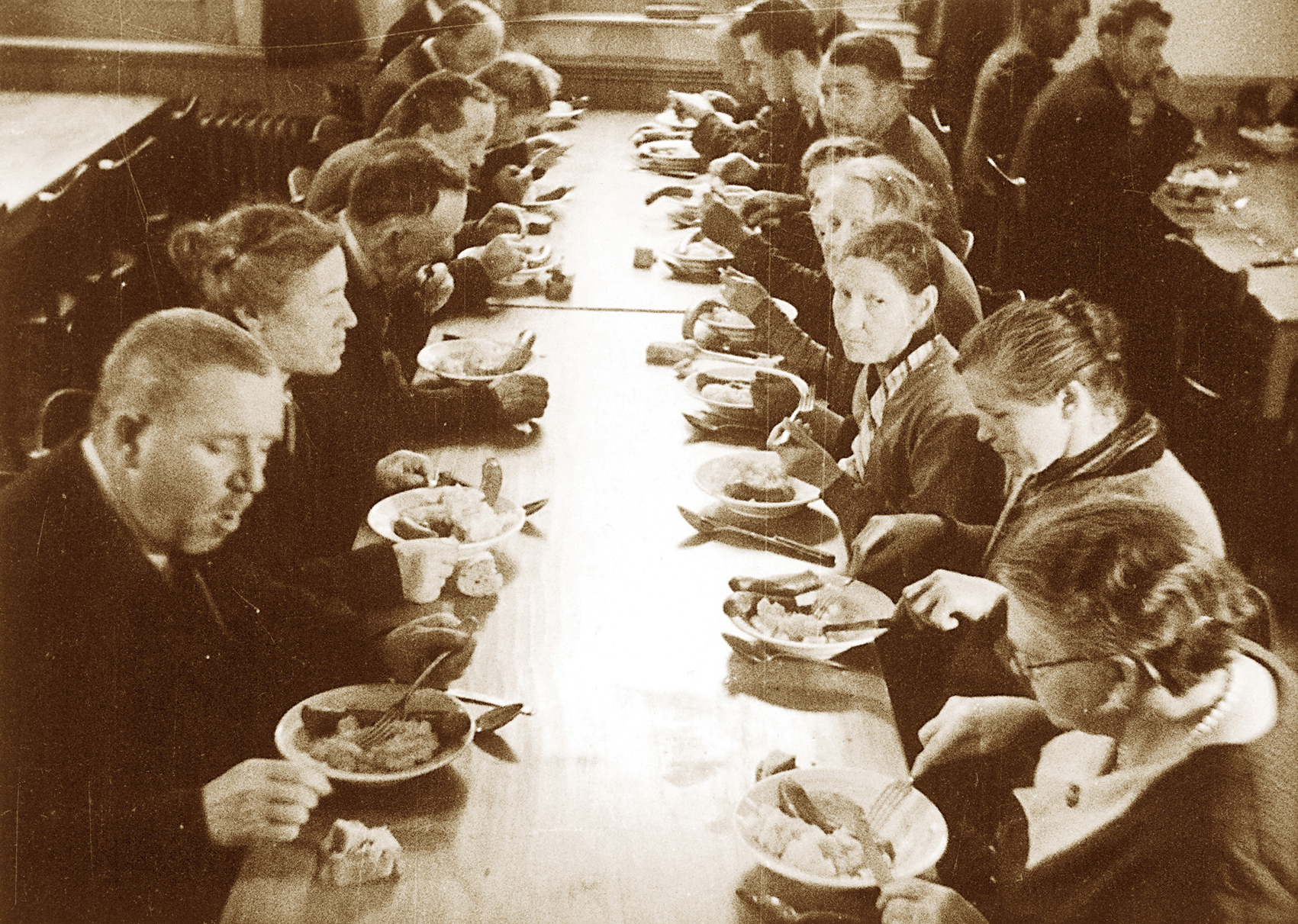
Suppenküche der Winterhilfe Schweiz

Eine Suppenküche, sehr selten auch Volksküche oder früher Suppenanstalt, ist eine öffentliche Essensausgabe für Bedürftige, gratis oder gegen geringes Entgelt. Es gibt dort vor allem Suppe oder Eintopf.
Seit Beginn des 21. Jahrhunderts erhalten Suppenküchen und ähnliche Einrichtungen in Westeuropa und auch in den USA wieder deutlich Zulauf. Neben warmen Mahlzeiten wird mitunter auch gespendete Bekleidung ausgegeben. Heute gibt es in Suppenküchen nicht mehr ausschließlich Suppe oder Eintopf, sondern auch andere preiswerte Gerichte.
Die Arche (christliches Kinder- und Jugendwerk in Berlin) wird auch Kindersuppenküche genannt.

## Bezeichnungen
Zur Unterscheidung der gesellschaftlich getragenen Suppenküchen von der kirchlichen Armenspeisung und der staatlichen Armenpflege erhielten sie neue Bezeichnungen.
Die Suppenanstalt ist seit 1801 bekannt und die Bezeichnung des 19. Jahrhunderts. Sie wird seit 1802 mit Graf Rumford verbunden und als Rumfordsche Suppenanstalt erwähnt.
Die Volksküche wird seit 1842 erwähnt. Auffällig ist die Zunahme der Bezeichnung mit Gründung des Deutschen Reichs. Es ist die Bezeichnung während des Kaiserreichs.
Die Bezeichnung Suppenküche entstand 1839 und wurde vergleichsweise selten genutzt. Sie setzte sich bis in das 21. Jahrhundert durch und wird sowohl von gemeinnützigen Einrichtungen als auch von kommerziellen Geschäften genutzt.

## Frühe Suppenküchen
Es ist schwierig die frühesten Suppenküchen zu benennen. Oftmals ist nur bekannt, dass sie vor der ersten Erwähnung ihrer Existenz gegründet wurden.
Vorläuferin der ersten Suppenküchen ist seit 1790 die Armenanstalt, das Arbeitshaus in München, wie Rumford es 1796 in seinem ersten Essay beschrieb. Das sind die beiden frühesten Daten, nach denen man Suppenküchen findet.
Bereits 1798 gab es Suppenküchen in London in Spitalfields, Clerkenwell, Southwark und Westminster. Von England aus verbreiteten sich die „Rumfordischen Suppenanstalten“ laut dem Bericht aus Prag in mehreren europäischen Ländern. Deshalb findet man die ältesten Suppenküchen nur in England.
1800 wurde die erste Suppenanstalt in Kontinentaleuropa in Paris gegründet. 1801 wurden sie in Berlin und Prag gegründet. Zudem existierte eine Suppenanstalt in Straßburg. 1802 gibt es eine Meldung zur Rumfordsuppe in Wien und Brünn. 1803 wurde eine Rumfordsche Suppenanstalt in Fürth gegründet.

## Graf Rumford
Benjamin Thompson, Graf Rumford, veröffentlichte seine Essays seit 1796 in England. Sie wurden ab 1797 ins Deutsche übersetzt. Es gibt auch Übersetzungen in Französisch, Spanisch und Italienisch.
1798 war Rumford so bekannt, dass in der gesetzgebenden Versammlung der Schweiz gefordert wurde, Rumfords Buch über die Versorgung der Bettler in die drei helvetischen Sprachen zu übersetzen.
In seinen ersten vier Essays beschrieb er das Arbeitshaus in München, formulierte allgemeine Grundsätze für Armenanstalten, erläuterte die Speise und Beköstigung der Armen sowie die Rumfordsuppe und gab eine Anleitung für den Bau von energiesparenden Küchenherden, die nur halb so viel Brennstoff verbrauchten wie die noch weithin üblichen offenen Herde. Damit legte Rumford den Grundstein für die erfolgreiche Gründung von Suppenanstalten in vielen Ländern Europas.
Das alte Credo, dass man erst tugendhaft werden müsse, ehe man glücklich werden könne, kehrte Rumford um. Er machte die Armen glücklich und sah, dass sie tugendhafte Mitmenschen und nützliche Mitglieder der Gesellschaft wurden. Zudem verhinderte er Betrugsmöglichkeiten systematisch, damit die wohltätige Bürgerschaft die Armenanstalt unterstützte.
Zwischen 1790 und 1795 kreierte er für die Armenanstalt in München die bereits 1798 nach ihm benannte Rumfordsuppe. Ihre Zubereitung war billig, gleichzeitig galt sie als nahrhaft. Sie wurde 1798 in Hamburg übernommen und wurde die bekannteste „Standardsuppe“ der Suppenküchen.
Bereits 1802 sicherte man ihm einen Platz unter den ausgezeichnetsten Wohltätern der Menschheit zu.

## Geschichte

### Von der Armenanstalt zur Suppenanstalt
Ende des 18. Jahrhunderts gab es Vorbehalte und berechtigte Einwände gegen Armenhäuser und Armenanstalten, weil sie zu teuer wären und es Betrug gäbe. Das staatliche Armenwesen musste reformiert werden. Das geschah bspw. 1788 durch Caspar Vogt in der Allgemeinen Armenanstalt in Hamburg und 1790 durch Benjamin Rumford im Arbeitshaus in München. Hinzu kamen 1798 die Erfolge der Suppenanstalten in England.
Für das 18. Jahrhundert nennt Johann Georg Krünitz in der Oeconomischen Encyclopädie Hamburg, London und München als Vorbilder bei der Armenversorgung durch öffentliche Küchen. Laut Krünitz entstanden die ersten europäischen Suppenküchen in England (souphouses). In einem Londoner Bericht aus dem Jahr 1800 heißt es:

„Obgleich im Winter und Frühjahre von 1798 und 1799 kein besonderes Drangsal vorhanden war, so wurden doch nicht weniger, als 1.232.254 Mahlzeiten oder Winchester pints an Arme in den Suppenhäusern zu Spitalfields, Clerkenwell, Southwark und Westminster ausgetheilt […] und es leidet keinen Zweifel, daß, wenn alle entworfene neue Einrichtungen hinlänglich zur Vertheilung von Suppe ausgerüstet sind, über 40.000 Mahlzeiten oder Pinten (eine Pinte = reichlich ein halber Liter; entspricht nach heutigem Verständnis zwei Tellern Suppe) täglich zu halbem Preise an die Armen ausgetheilt werden können.“

Die Suppenanstalten waren unbelastet und vertrauenswürdiger. Die Armen und Tagelöhner konnten ihrem Erwerb nachgehen. Die Betreiber und Spender wurden nicht mehr neidisch betrachtet, sondern als Wohltäter respektiert. Auch der Staat profitierte wirtschaftlich und gesellschaftlich. Diese vielfältigen Vorteile verursachten die rasche Verbreitung der Suppenanstalten in Europa.

### Suppenanstalt
Das rapide Bevölkerungswachstum in der zweiten Hälfte des 18. Jahrhunderts bewirkte Massenarmut und Hunger im Winter und Frühjahr. Die neu gegründeten Suppenanstalten verhinderten nicht nur den Hunger, sondern auch Hungeraufstände und Lebensmittelunruhen. Das gelang auch in den Hungerjahren 1813 und 1816/17, dem Jahr ohne Sommer, weil in vielen Städten Suppenanstalten errichtet wurden. Die Herrschaftsschicht legitimierte sich durch Fürsorge.
Die Suppenküchen konnten nicht die Verbreitung der Ideen der französischen Revolution verhindern. Die Hungersnot von 1847 führte dann indirekt zur Revolution von 1848/1849.
Zunächst gab es solche Einrichtungen in den meisten Städten jedoch nur während der Hungermonate des Winters, so ab 1801 in Berlin. In Hamburg bestand sie jedoch von Anfang an ganzjährig. Über die Berliner Suppenanstalt heißt es bei Krünitz:

„Jeder Arme, der sich zu dieser Unterstützung eignet, bekommt aus dieser Anstalt auf eine Marke, die er sich vorher holt, in den vier Wintermonaten täglich eine Portion gut gekochter nahrhafter Suppe, des Sonntags mit Fleisch. […] Die Speisung geschah mit Rumfordscher Suppe, Mehlsuppe, Linsen, Erbsen, Bohnen, Graupen, Grieß, Hirse, Buchweizen-Grütze, Kartoffelsuppe, Fleisch mit Graupen an den Sonn- und Festtagen, und Erbssuppe […].“

Die Suppenanstalten verteilten Almosen an Arme, weshalb sie Spendengelder brauchten.

### Volksküche

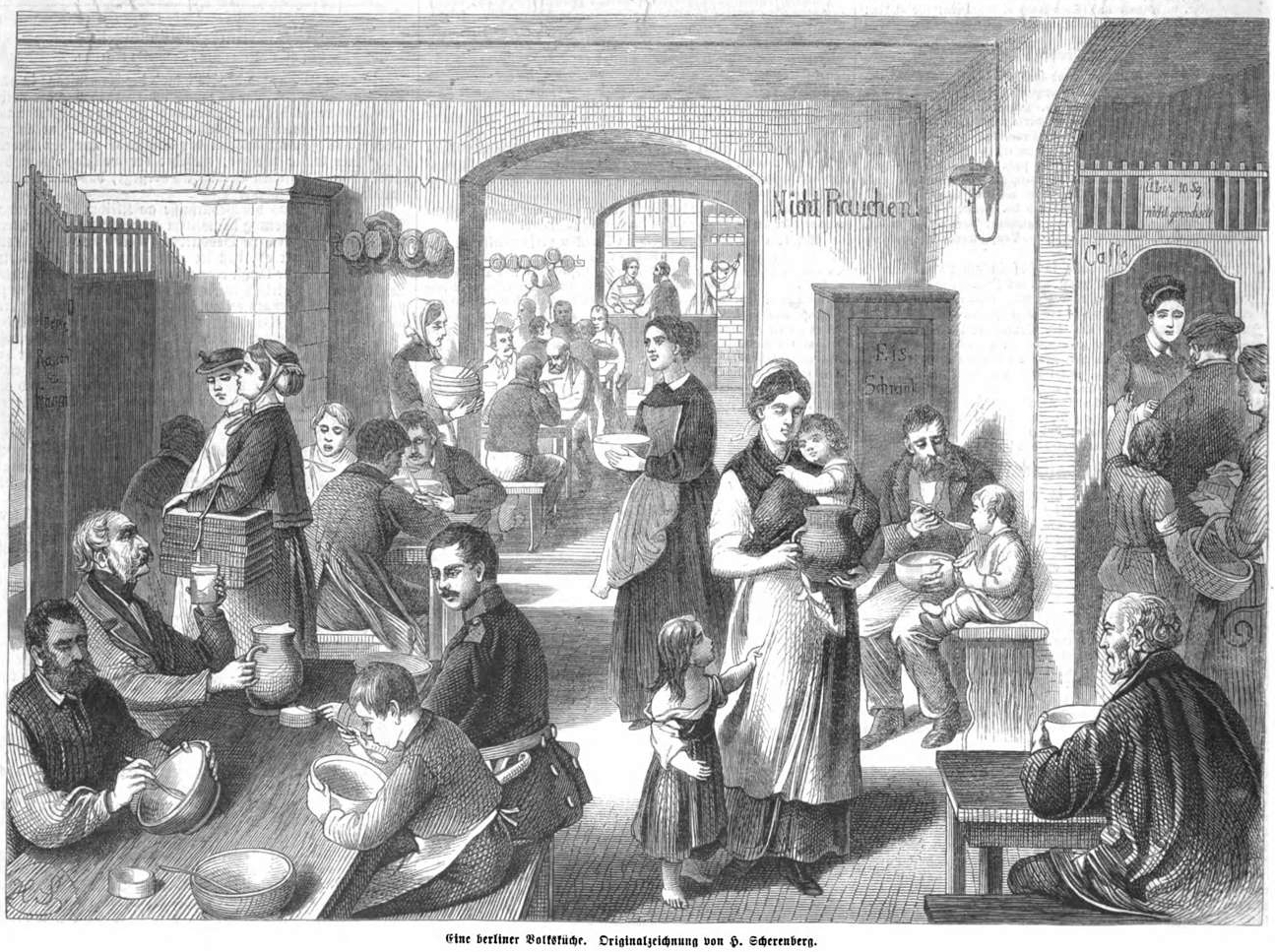
Eine Berliner Volksküche 1868. Grafik von Hermann Scherenberg

Mit zunehmender Industrialisierung änderten sich die Suppenküchen. In den Blick geriet die Lebens- und Ernährungsweise der Lohnarbeiter. Für diese „arbeitende Armut“ wurden Volksküchen eingerichtet, die den nicht erreichbaren heimischen Herd ersetzen sollten. Die Arbeiter sollten leistungsfähig, leistungswillig und gesund bleiben, damit sie in ihrer sozialen Schicht zufriedene und nützliche Mitglieder der Gesellschaft bleiben.
Laut Meyers Konversationslexikon entstand die erste finanziell unabhängige deutsche Suppenküche 1849 in Leipzig. Dresden folgte 1851, Berlin 1866. Sie verteilten keine Almosen wie in Suppenanstalten, sondern verkauften gutes Essen zu einem Selbstkostenpreis, der vom kargen Lohn bezahlt werden konnte. Durch redliche Verwaltung und teilweise ehrenamtliche Arbeit konnten sie einen niedrigen  Preis erreichen, wodurch sie wohltätig blieben.
Die Volksküchen benötigten keine Spenden, erhielten aber die Anerkennung der Herrschaftsschicht. So besuchte Preußens Königin Augusta mehrfach die „social-wohthätigen“ Berliner Volksküchen und verbreitete die Idee der Volksküchen. Dazu trugen die Publikationen der Gründerin der Berliner Volksküchen Lina Morgenstern bei.

„In allen Volksküchen wird durchschnittlich 1 Liter Gemüse in Bouillon gekocht und ca. 1/12 kg Fleisch gegeben, die Preise dafür schwanken zwischen 15 und 25 Pf. […] Ihre  Erfahrungen lehrten, daß sogen. halbe Portionen für Frauen und Kinder zur Ernährung vollkommen ausreichen.“

### Betrieb
Suppenküchen waren die dritte Säule der Armenfürsorge neben Staat und Kirche. Sie organisierten sich in privaten wohltätigen Stiftungen und Vereinen. Initiatoren und in der Leitung waren Adelige und reiche Honoratioren, bis sie diese Aufgaben an vertrauenswürdige Personen abgaben.
Bereits 1817 wurde zum Betrieb der Rumforder Suppenanstalt in Budweis ein Frauenverein gegründet. In Deutschland übernahmen im 19. Jahrhundert vor allem die Frauenvereine den Betrieb.
Je nach Suppenküche wurde die Mahlzeit in Gasträumen verzehrt oder zum Verzehr nach Hause abgeholt.

### Übergang zur freien Wohlfahrt
Ende des 19. Jahrhunderts betrieben weitere Interessengruppen Suppenküchen. Das war einerseits Selbsthilfe für die Bedürftigen der Gruppe. Andererseits konnten sie als Wohltäter neue Anhänger gewinnen und ihre Interessengruppe stärken.
- 1869 gründete ein Arbeiterverein in Prag die erste von mehreren Volksküchen.[24]
- 1892 sammelten Anarchisten in Paris Geld für ihre Suppenanstalt.[25]
- 1893 betrieb die Heilsarmee in London mehrere soziale Einrichtungen und eine Volksküche.[26]
- 1913 gab es in Paris eine kommunistische Suppenanstalt.[27]
- 1915 bestand in Paris auch eine sozialistische Volksküche.[28]
- 1919 begann die Arbeiterwohlfahrt in der demokratischen Weimarer Republik ihre soziale Arbeit mit Suppenküchen.[29]

In der Bundesrepublik Deutschland werden Suppenküchen häufig von Organisationen der freien Wohlfahrtspflege, aber auch freien Initiativen und Vereinen betrieben.

## USA
In den USA wurden zahlreiche Suppenküchen in der Zeit der Großen Depression in den 1930er Jahren eröffnet, ehe die US-Regierung staatliche Hilfsprogramme für verarmte Familien beschloss. In den USA betreibt die private Organisation Feeding America – vormals America's Second Harvest – das größte Netz von Suppenküchen.